# Tianzhong
Tianzhong (田中鎮S, Tiánzhōng ZhènP) è un comune di Taiwan, situato nella provincia di Taiwan e nella contea di Changhua.